# Astochia pseudoguptai
Astochia pseudoguptai là một loài ruồi trong họ Asilidae. Astochia pseudoguptai được Joseph & Parui miêu tả năm 1997. Loài này phân bố ở miền Ấn Độ - Mã Lai.